# Heywoodia lucens
Heywoodia lucens är en emblikaväxtart som beskrevs av Sim. Heywoodia lucens ingår i släktet Heywoodia och familjen emblikaväxter. Inga underarter finns listade i Catalogue of Life.